# Джилліан Александер
Джилліан Александер (англ. Jillian Alexander; 2 квітня 1968 — 25 жовтня 2004) — колишня канадська тенісистка.
Найвищу одиночну позицію світового рейтингу — 303 місце досягла 13 квітня 1987, парну — 243 місце — 12 жовтня 1992 року.
Здобула 3 парні титули.

## Фінали ITF

### Одиночний розряд: 2 (0–2)
| Результат | Ранг | Дата             | Турнір                    | Покриття | Суперниця      | Рахунок             |
| --------- | ---- | ---------------- | ------------------------- | -------- | -------------- | ------------------- |
| Поразка   | 1.   | 3 липня 1989     | Ноксвілл, США             | Тверде   | Патті О'Райллі | 2–6, 1–6            |
| Поразка   | 2.   | 3 листопада 1991 | Кінгстон (Ямайка), Ямайка | Тверде   | Джері Інгрем   | 7–6(8), 6–7(4), 3–6 |

### Парний розряд: 6 (3–3)
| Результат | Ранг | Дата             | Турнір                    | Покриття | Партнерка      | Суперниці                              | Рахунок          |
| --------- | ---- | ---------------- | ------------------------- | -------- | -------------- | -------------------------------------- | ---------------- |
| Перемога  | 1.   | 2 червня 1991    | Нейплс, США               | Тверде   | Ніколь Арендт  | Karen Gallego С'юзен Джилкріст         | 4–6, 6–4, 6–3    |
| Поразка   | 1.   | 9 червня 1991    | Кі-Біскейн (Флорида), США | Тверде   | Ніколь Арендт  | Ліса Елбено Cara Abe                   | Unknown          |
| Перемога  | 2.   | 3 листопада 1991 | Кінгстон (Ямайка), Ямайка | Тверде   | Клер Вегінк    | Джин Лозано Емілі Вікейра              | 6–3, 6–1         |
| Поразка   | 2.   | 19 січня 1992    | Мішен (Техас), США        | Тверде   | Клер Вегінк    | С'юзен Джилкріст Вікі Пейнтер          | 4–6, 2–6         |
| Перемога  | 3.   | 1 червня 1992    | Кі-Біскейн (Флорида), США | Тверде   | Нюрка Содупе   | Геллас тер Рієт Джандфранка Деверсельї | 6–2, 6–4         |
| Поразка   | 3.   | 14 червня 1992   | Ларго (Флорида), США      | Ґрунт    | Стейсі Шеффлін | С'юзен Джилкріст Вікі Пейнтер          | 6–1, 6–7(4), 2–6 |